# Fred Church
Fred Rosell Church (17 de outubro de 1889 – 7 de janeiro de 1983) foi um ator norte-americano da era do cinema mudo. Ele atuou em mais de 200 filmes entre 1908 e 1935. Church nasceu em Ontário, Iowa e faleceu em Blythe, na Califórnia, perto de sua casa em Quartzsite, Arizona, vítima de um ataque cardíaco.

## Filmografia selecionada
- Across the Plains (1911)
- Alkali Ike's Auto (1911)
- Madame Du Barry (1917)
- The Son-of-a-Gun (1919)
- Prince of the Saddle (1926)
- The Mansion of Mystery (1927, seriado)
- The Vanishing West (1928)